# Тецухіко Асаї
Тецухіко Асаї (яп. 浅井 哲彦, англ. Tetsuhiko Asai; 7 червня 1935 — 15 серпня 2006) — видатний японський майстер карате стилю Шотокан, технічний директор Японської асоціації карате (JKA), засновник і головний інструктор Міжнародної японської асоціації бойових мистецтв карате Асаї-рю (IJKA) та засновник Федерації карате Японії Шото (JKS).

## Біографія

### Ранні роки
Тецухіко Асаї народився 7 червня 1935 року в префектурі Ехіме, Японія. Був найстаршим серед семи дітей у родині поліцейського. З дитинства займався сумо, а також вивчав дзюдо, кендо та соґюцу під керівництвом батька. У 12 років став свідком поєдинку між боксером і каратистом, де останній переміг ударом ноги, що справило на нього глибоке враження і стало поштовхом до вивчення карате.

### Освіта та тренування
У 1958 році Асаї закінчив Університет Такусоку в Токіо, де навчався карате під керівництвом Гічіна Фунакоші, Масатоші Накаями та Теруюкі Оказакі. Після закінчення університету, за рекомендацією Накаями, вступив до інструкторської програми JKA, яку завершив через три роки.

### Спортивні досягнення
У 1961 році Асаї став чемпіоном JKA в куміте, а в 1963 році — в ката. У 1961 році також здобув титул абсолютного чемпіона JKA, посівши перше місце в куміте та друге в ката.

### Міжнародна діяльність
У другій половині 1960-х років Асаї викладав карате на Гаваї протягом п’яти років, де серед його учнів був Кеннет Фунакоші, двоюрідний брат Гічіна Фунакоші. Також він став першим інструктором, який запровадив карате в Тайвані, де його вважають "батьком карате".

### Розвиток стилю та організаційна діяльність
Після смерті Накаями в 1987 році, JKA пережила період внутрішніх конфліктів, що призвело до розколу. Асаї разом з колегами (включаючи Кейго Абе та Мікіо Яхару) утворили окрему групу, яка в 2000 році стала відома як Федерація карате Японії Шото (JKS). Того ж року він заснував Міжнародну японську асоціацію бойових мистецтв карате Асаї-рю (IJKA).
Асаї прагнув створити новий стиль карате, не обмежуючись традиційними рамками. Він інтегрував техніки з різних бойових мистецтв у традиційний стиль шото, розробивши понад 100 ката, багато з яких створив самостійно. Його підхід підкреслював гнучкість, використання зв’язок і суглобів, а також розслаблення м’язів для досягнення ефективності в техніках.

### Особисте життя та спадщина
Асаї був одружений з Кейко Асаї, у них була донька Хошімі. Помер 15 серпня 2006 року від раку печінки. Після його смерті понад 2000 осіб відвідали його похорон у храмі Ґококудзі в Токіо. Після смерті йому було присвоєно 10-й дан від JKS, а його вдова стала президентом IJKA.

## Досягнення та звання
- 9-й дан у карате шотокан (JKA)
- 10-й дан (посмертно, JKS)
- 3-й дан у дзьодо
- 2-й дан у дзюдо
- 2-й дан у дзюккендо
- 2-й дан у кендо